# Cercanías
Cercanías é a denominação comercial do serviço de comboios suburbanos em Espanha. As linhas de Cercanías operam nas principais cidades espanholas. As empresas que operam estes serviços são:
- Renfe Operadora
- FGC (Catalunha).
- FGV (Comunidade Valenciana).
- SFM (Ilhas Baleares).
- Eusko Trenbideak (Guipúzcoa e Vizcaya).

## Redes Cercanías

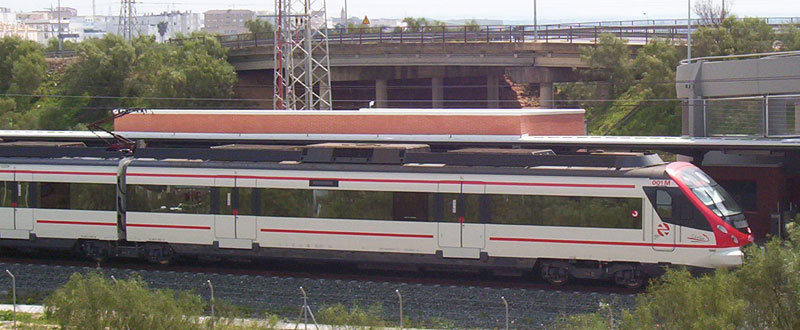
Os novos comboios Civia da Cercanías Renfe.

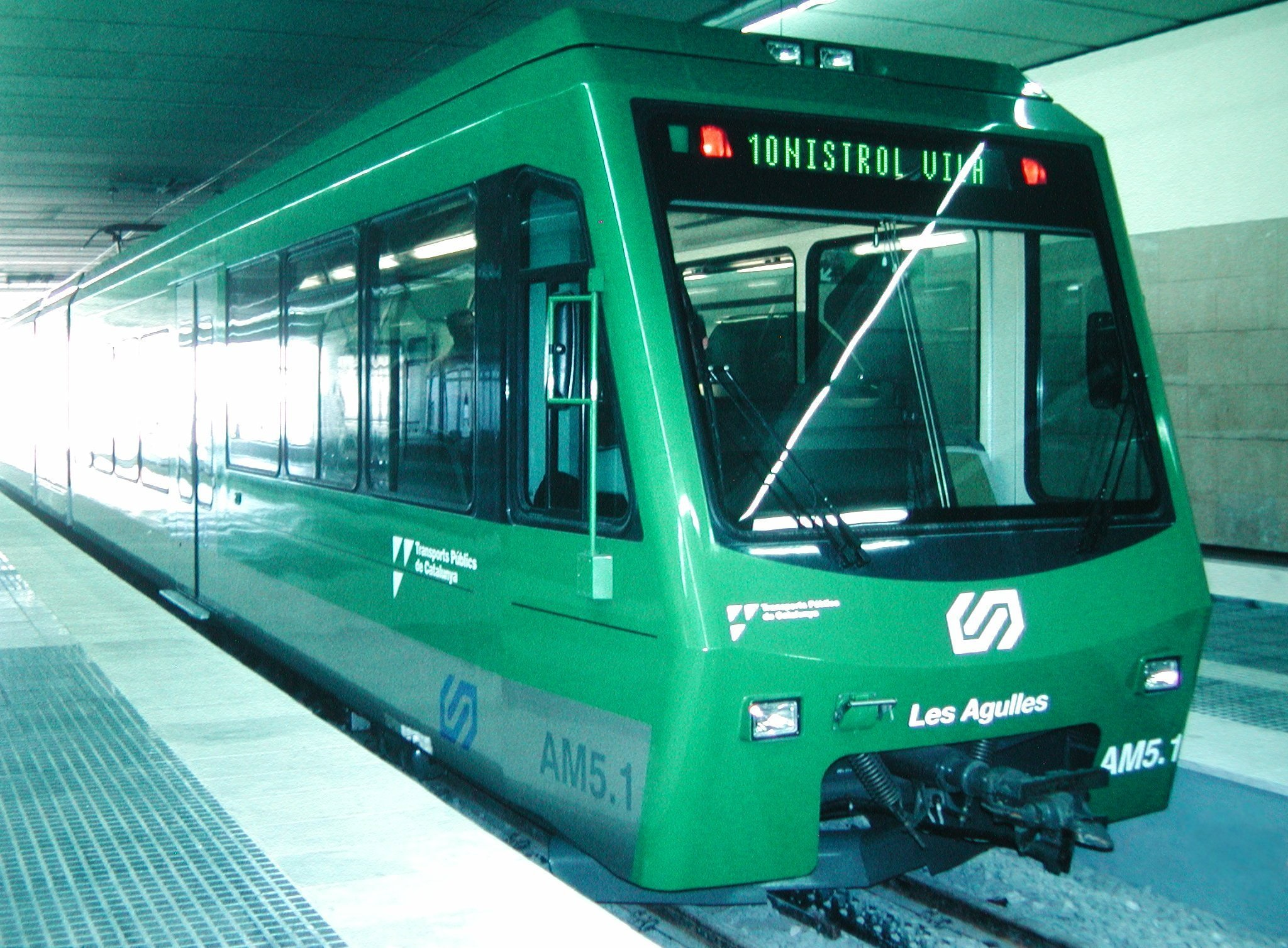
Comboio da FGC.

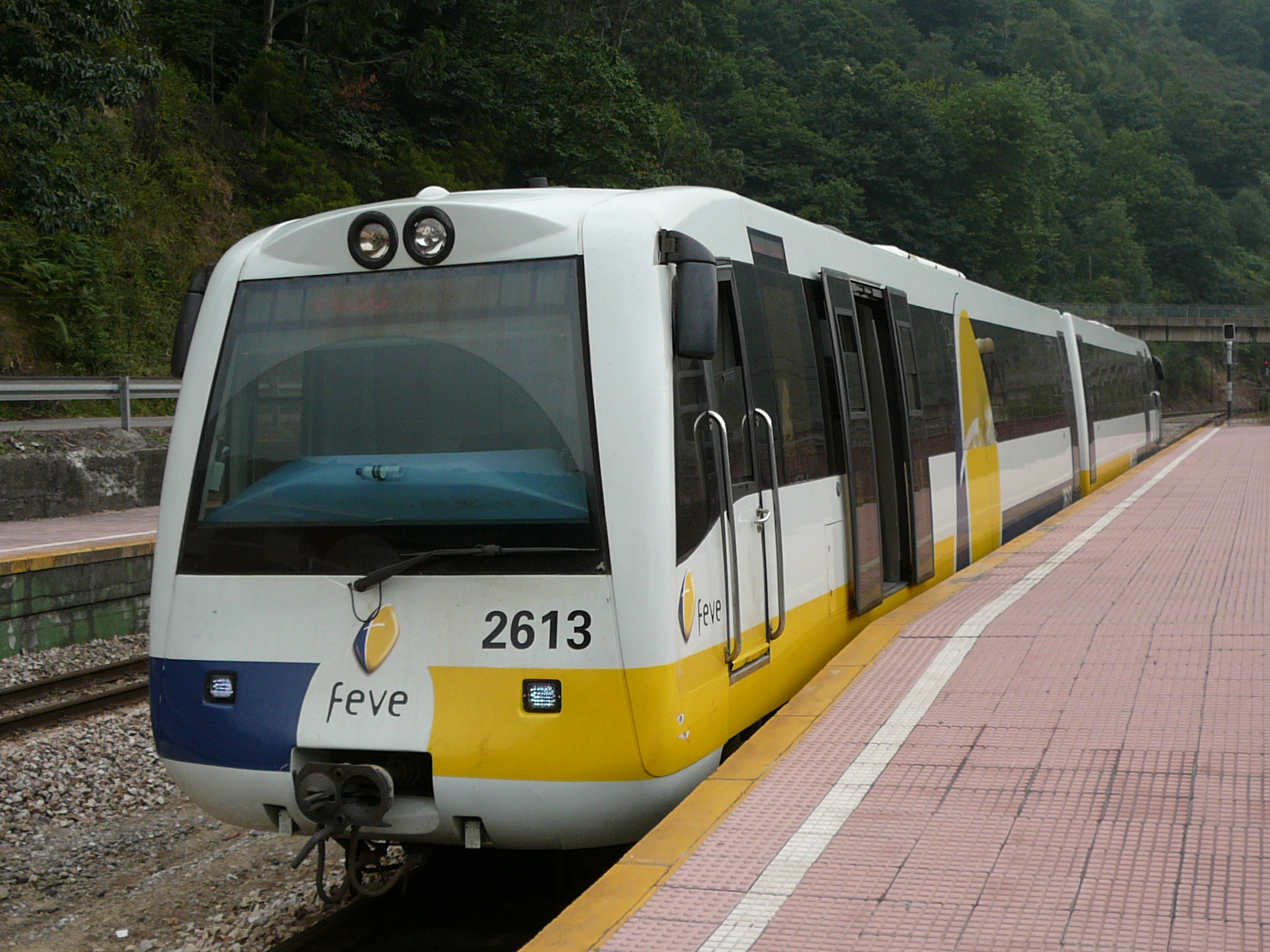
Comboio da FEVE.

Actualmente, existem as seguintes redes de Cercanías em Espanha:
1. Alicante:
  1. Linhas controladas pela Renfe: Cercanías Murcia/Alicante
  2. Linhas controladas pela Ferrocarrils de la Generalitat Valenciana: FGV
2. Astúrias: Cercanías Asturias
3. Baleares (Palma de Maiorca) linhas operadas pela Serveis Ferroviaris de Mallorca:SFM
4. Barcelona: Cercanías Barcelona
5. Bilbao: 
  1. Linhas controladas pela Renfe: Renfe Cercanías Bilbao
  2. Linhas controladas pela EuskoTren: Eusko Trenbideak
6. Cantábria:
  1. Linhas controladas pela Renfe: Cercanías Cantábria
7. Galiza: Cercanías Galiza
8. Castela e Leão: Cercanías Leão
9. Madrid: Cercanías Madrid
10. Málaga: Cercanías Málaga
11. Múrcia:
  1. Linhas controladas pela Renfe: Cercanías Murcia/Alicante e Cercanías AM
12. Sevilha: Cercanías Sevilha
13. Valência:
  1. Linhas controladas pela Renfe: Cercanías Valência
  2. Linhas controladas pela Ferrocarrils de la Generalitat Valenciana: MetroValencia
14. Cádiz: Cercanías Cádiz
15. San Sebastián:
  1. Linhas controladas pela Renfe: Cercanías Renfe San Sebastián
  2. Linhas controladas pela EuskoTren: Eusko Trenbideak
16. Saragoça: Cercanías Saragoça

## Projectos futuros
Estão a serem planeadas as linhas:
- Corunha - Ferrol
- Santiago - Vilagarcía de Arousa
- Vigo - Pontevedra